# 荒木繁
荒木 繁（あらき しげる、1922年 - ）は、日本の国文学者。和光大学名誉教授。
茨城県生まれ。1947年東北帝国大学法文学部国文科卒。同大学副手。東京都立西高等学校教諭、和光大学人文学部教授。93年定年退任、名誉教授。語り物文芸、国語教育を専門とする。

## 著書
- 『文学教育の理論』明治図書出版 1970
- 『語り物と近世の劇文学』桜楓社 1993

### 共編著
- 『日本の思想 下』松島栄一,加藤文三,河野公平,北村実,佐木秋夫,藤谷俊雄,池田敬正,佐々木潤之介共著 新日本選書 1980
- 『日本の近世文学』土橋寛・南波浩・伊藤博之共編 新日本出版社 1983

### 校注
- 近松門左衛門『大経師昔暦・心中天の網島』校註 武蔵野書院 1950
- 『説経節』山本吉左右共編注 平凡社 東洋文庫　1973
- 『幸若舞』全3巻 池田廣司、山本吉左右共編注 平凡社 東洋文庫 1979-83

## 注
1. ↑  『幸若舞』校注者紹介